# Železniční trať Bijeljina–Šid

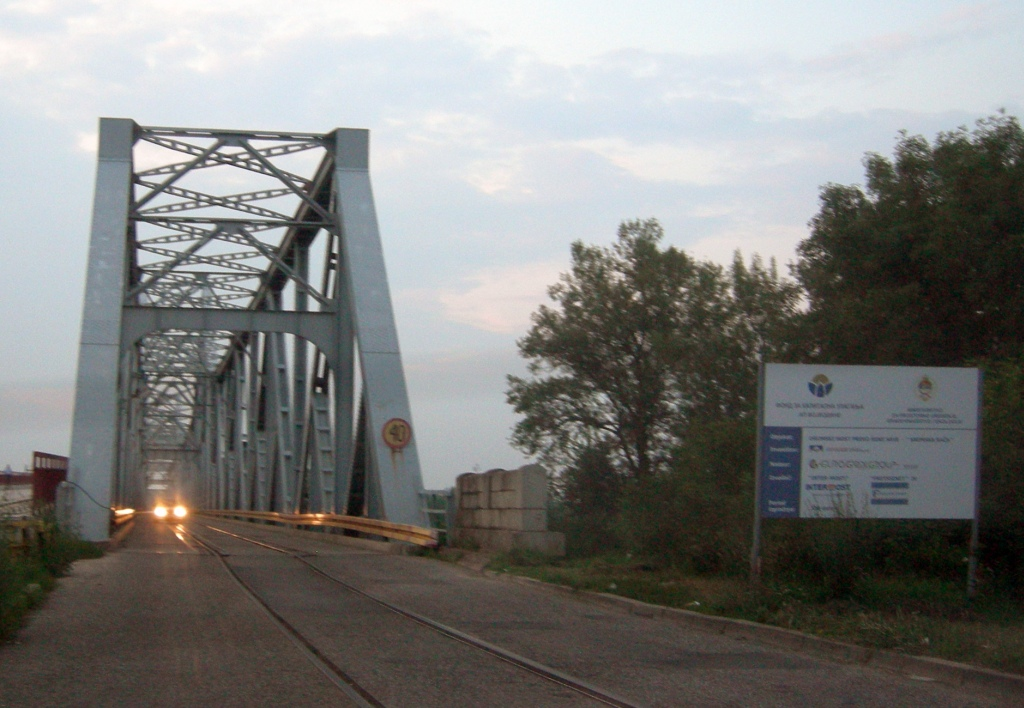
Most přes řeku Sávu slouží železniční i silniční dopravě

Železniční trať Bijeljina–Šid (srbsky Железничка пруга Бијељина–Шид/Železnička pruga Bijeljina–Šid) spojuje severovýchodní cíp Bosny a Hercegoviny (Republiky srbské se Srbskem). Trať zajišťuje napojení železniční sítě Bosny a Hercegoviny na jednu z hlavních tratí v regionu, Bělehrad–Záhřeb. 
Trať je jednokolejná a neelektrizovaná. U obce Sremska Rača překonává řeku Sávu. Vedena je v severo-jižním směru a dlouhá je 44,5 km. 26,1 km trati se nachází na území Srbska a 18,4 km na území Bosny a Hercegoviny.

## Historie
Trať byla vybudována po etapách. První úsek ve směru Šid–Sremska Rača byl vybudován v roce 1912 ještě v rámci existence Rakousko-Uherska. Dlouhý byl 22 km. Důvodem pro realizaci stavby byl povrchový důl na hnědé uhlí v Ugljeviku, jižně od Bijeljiny. Převoz uhlí koňským povozem se ukazoval být velmi neefektivní a drahý. Dokončena byla až do Ugljeviku v roce 1918. Trať měla rozchod kolejí 600 mm, později v roce 1921 byla přerozchodována na 760 mm. Do té doby byla v provozu pouze pro nákladní dopravu, po roce 1921 i pro osobní. Roku 1934 byl následně otevřen současný most přes řeku Sávu, tehdy ještě s názvem Most Královny Marie. V rámci bojů byla trať značným způsobem poškozena a vyřazena z provozu.
Po skončení konfliktu byla železnice obnovena a opětovně zprovozněna. Úsek ze Sremské Rači dál byl dokončen a slavnostně otevřen dne 10. června 1950 a dlouhý je 22,5 km. Úzkorozchodná železnice byla v severní části trati demontována; v provozu zůstala pouze v úseku Ugljevik–Bijeljina. Na přelomu 40. a 50. let 20. století byla známá podle provozu parní lokomotivy "ćira". Její provoz na trati byl ukončen dne 26. května 1979. O tři roky dříve byla uzavřena část trati do Ugljeviku, kde se nákladní doprava stále odehrávala na úzkorozchodné trati.
Trať sloužila do roku 2005 pro nákladní i osobní dopravu. Vzhledem k nízké cestovní rychlosti a nekonkurenceschopnosti trati však byl nakonec provoz motorových vozů ukončen. V roce 2016 bylo rozhodnuto o rekonstrukci trati.

## Stanice
- Šid
- Adaševci
- Morović
- Višnjićevo
- Sremska Rača
- Velino Selo
- Donji Brodac
- Trnjaci
- Dvorovi
- Bijeljina